# Albert Stevens
Albert Stevens (* 11. Oktober 1886; † 9. Januar 1966), der auch als Patient CAL-1 und radioaktivster Mensch aller Zeiten („most radioactive human ever“) bezeichnet wurde, war ein Anstreicher aus Ohio, USA, der einem unfreiwilligen menschlichen Strahlenexperiment unterzogen wurde und die höchste bekannte akkumulierte Strahlendosis bei einem Menschen überlebte. Am 14. Mai 1945 wurden ihm ohne sein Wissen 131 kBq (3,55 μCi) Plutonium injiziert.
Plutonium blieb für den Rest seines Lebens in seinem Körper vorhanden, wobei die Menge durch radioaktiven Zerfall und biologische Ausscheidung langsam abnahm. Stevens starb etwa 20 Jahre später an einer Herzerkrankung, nachdem er in diesem Zeitraum eine effektive Strahlendosis von 64 Sv (6.400 rem) aufgenommen hatte, also durchschnittlich 3 Sv pro Jahr oder 350 μSv/h (Mikrosievert pro Stunde). Die derzeit zulässige Jahresdosis für Strahlenarbeitende in den Vereinigten Staaten beträgt 0,05 Sv (oder 5 rem), also durchschnittlich 5,7 μSv/h.

## Manhattan-Projekt
Als im Rahmen des Manhattan-Projekts Plutonium verwendet wurde, wurde die Kontamination der Luft zu einem großen Problem. Bei den Arbeitenden wurden häufig Nasenabstriche gemacht, und es gab zahlreiche Fälle von mäßigen und hohen Werten. Während Robert Stone 1944 Gesundheitsdirektor am Met Lab der Universität Chicago war, drängte der leitende Chemiker Glenn Seaborg, Entdecker zahlreicher Transurane, darunter auch Plutonium, auf die Entwicklung eines Sicherheitsprogramms und schlug vor, so bald wie möglich und mit allerhöchster Priorität ein Programm zur Verfolgung des Plutoniumverlaufs im Körper zu starten.
Plutonium-238 und Plutonium-239 sind im Körper nur sehr schwer nachweisbar, da sie Alphateilchen aussenden. Im Gegensatz zu Radium, das recht einfach nachgewiesen werden kann, ist außerhalb des Körpers keine Gammastrahlung messbar. Solange eine Person lebt, wäre die einfachste Möglichkeit, Plutonium nachzuweisen, die Analyse der Ausscheidungen einer Person durch Urin und Kot. Leider ist diese Methode begrenzt, da nur ein kleiner Teil des Plutoniums ausgeschieden wird, typischerweise etwa 0,01 % der Körperbelastung pro Tag, 2 bis 3 Wochen nach der Exposition.

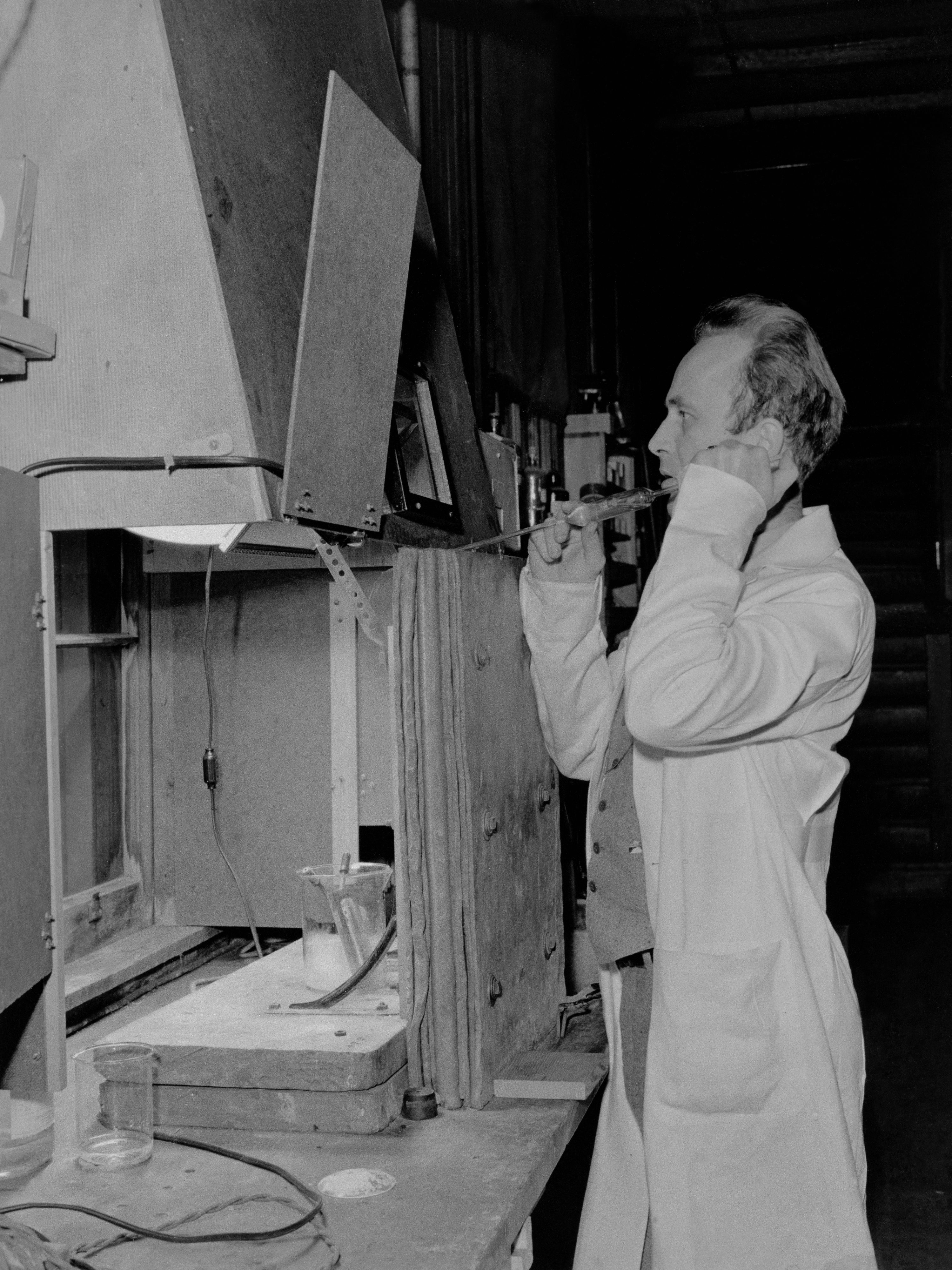
Joseph G. Hamilton war der Forschungsleiter für die Plutonium-Experimente am Menschen, die von 1944 bis 1947 an der Universität von Kalifornien durchgeführt wurden. Hamilton schrieb 1950 ein Memo, in dem er von weiteren Experimenten am Menschen abriet, weil die Atomenergiekommission beträchtlicher Kritik ausgesetzt sein würde, weil die vorgeschlagenen Experimente an Buchenwald erinnerten („a little of the Buchenwald touch“).

Wissentlich aller Leitenden des Manhattan-Projekts und der verschiedenen Standorte wurde 1944 mit Tracer-Experimenten an Ratten und anderen Tieren begonnen. 1945 begannen die Tracer-Experimente am Menschen mit dem Ziel, herauszufinden, wie die Ausscheidungsproben richtig analysiert werden können, um die Körperbelastung abzuschätzen. Zahlreiche Analysemethoden wurden von den leitenden Ärzten am Met Lab (Chicago), in Los Alamos, Rochester, Oak Ridge und Berkeley entwickelt. Die ersten Versuche mit Plutoniuminjektionen am Menschen wurden im April 1945 für drei Tests genehmigt: Am 10. April im Manhattan Project Army Hospital in Oak Ridge, am 26. April im Billings Hospital in Chicago und am 14. Mai im University of California Hospital in San Francisco. Albert Stevens wurde für den kalifornischen Test ausgewählt und in den offiziellen Dokumenten als CAL-1 bezeichnet.
Die Plutonium-Experimente waren kein Einzelfall. Zur gleichen Zeit versuchten Krebsforschende herauszufinden, ob bestimmte radioaktive Elemente für die Behandlung von Krebs nützlich sein könnten. Neuere Studien über Radium, Polonium und Uran erwiesen sich als grundlegend für die Untersuchung der Toxizität von Plutonium. Bei der Erforschung von Polonium (einem weiteren Alphastrahler) stellte sich beispielsweise heraus, dass die Kontamination von Testproben ein großes Problem darstellte, weshalb im Februar 1945 im medizinischen Laborgebäude von Los Alamos ein Reinraum eingerichtet werden musste.
Hinter diesem Experiment mit Plutonium stand Joseph Gilbert Hamilton, ein Arzt des Manhattan-Projekts, der für die Versuche an Menschen in Kalifornien verantwortlich war. Hamilton hatte seit den 1930er Jahren in Berkeley an Menschen experimentiert, auch an sich selbst. Er arbeitete mit anderen Ärzten des Manhattan-Projekts zusammen, um Toxizitätsstudien mit Plutonium durchzuführen. Hamilton war es auch, der 1944 mit den Tracer-Experimenten an Ratten begonnen hatte. Die Möglichkeit, einen menschlichen Patienten auszuwählen, war relativ einfach: Hamilton war nicht nur Physiker an der UC Berkeley, sondern auch „Professor für experimentelle Medizin und Radiologie“ an der UC San Francisco" Hamilton erlag schließlich der Strahlung, mit der er sich den größten Teil seines Erwachsenenlebens beschäftigt hatte: Er starb im Alter von 49 Jahren an Leukämie.
Obwohl Albert Stevens die Person war, die während der Plutonium-Experimente die höchste Strahlendosis erhielt, war er weder die erste noch die letzte Versuchsperson. Achtzehn Personen im Alter von 4 bis 69 Jahren wurde Plutonium injiziert. Bei den Probanden, die für das Experiment ausgewählt wurden, war eine unheilbare Krankheit diagnostiziert worden. Sie lebten zwischen sechs Tagen und 44 Jahren nach der Injektion. Acht der 18 Personen starben innerhalb von zwei Jahren nach der Injektion. Alle starben an ihrer vorbestehenden unheilbaren Krankheit oder an Herzproblemen. Keiner starb an dem Plutonium selbst. Auch Patienten aus Rochester, Chicago und Oak Ridge wurde im Rahmen des Manhattan-Projekts bei Experimenten am Menschen Plutonium injiziert.
Wie bei allen radiologischen Tests während des Zweiten Weltkriegs wäre es schwierig gewesen, eine informierte Zustimmung für Studien mit Plutonium-Injektion an Zivilisten zu erhalten. Innerhalb des Manhattan-Projekts wurde Plutonium häufig mit seiner Codebezeichnung „49“ (aufgrund seiner Ordnungszahl 94 und seiner Atommasse 239) oder einfach als „Produkt“ bezeichnet. Nur wenige außerhalb des Manhattan-Projekts wussten von Plutonium, geschweige denn von den Gefahren, die von radioaktiven Isotopen im Körper ausgehen. Es gibt keine Beweise dafür, dass Albert Stevens wusste, dass er Teil eines geheimen Regierungsexperiments war, bei dem er einer Substanz ausgesetzt werden sollte, die keinen Nutzen für seine Gesundheit haben würde.

## Experiment an Albert Stevens
Albert Stevens war ein aus Ohio stammender Anstreicher, der sich in den 1920er Jahren mit seiner Frau in Kalifornien niedergelassen hatte. Er hatte sich mit einem Magengeschwür, das fälschlicherweise als Krebs im Endstadium diagnostiziert wurde, in das University of California Hospital in San Francisco begeben. Laut Earl Miller, dem damaligen stellvertretenden Leiter der Radiologie, wurde Stevens für diese Studie ausgewählt, weil er zum Sterben verurteilt war („he was doomed“).
Stevens wurde ein Gemisch von Plutonium-Isotopen mit der chemischen Spezies Pu(VI) (Pu+6) als Nitrat PuO2(NO3)2 injiziert. Die Injektion bestand aus 0,2 Mikrogramm 238Pu und 0,75 Mikrogramm 239Pu. Nach Angaben von Kenneth Scott, einem Wissenschaftler, der am Berkeley Radiation Laboratory an der Seite von John H. Lawrence und seinem Bruder, dem Nobelpreisträger Ernest Lawrence, arbeitete, injizierte der Radiologe Earl Miller von der Universität San Francisco das Plutonium in Alberts Körper. Scott transportierte das Plutonium vom Labor in das Krankenhaus, in dem Albert Stevens wegen Magenkrebs behandelt wurde. Miller leugnete wiederholt, dass er das Plutonium injiziert hatte. Scott zufolge erhielt Albert Stevens ein Vielfaches der so genannten „tödlichen Lehrbuchdosis“ an Plutonium („many times the so-called lethal textbook dose of plutonium“).
Obwohl die ursprünglichen Schätzungen (und einige spätere Zahlen) bezüglich der Aktivität der injizierten Lösung fehlerhaft waren, zeigen moderne Untersuchungen, dass Stevens, der 58 Kilogramm wog, 3,5 μCi 238Pu und 0,046 μCi 239Pu injiziert wurden, was zu einer anfänglichen Körperbelastung von 3,546 μCi Gesamtaktivität führte. Die Tatsache, dass er das hochradioaktive Pu-238 erhielt (das im 60-Zoll-Zyklotron des Crocker-Labors durch Deuteronenbeschuss von natürlichem Uran hergestellt wurde), trug erheblich zu seiner Langzeitdosis bei. Wäre das gesamte Plutonium, was Stevens verabreicht wurde, das langlebige Pu-239 gewesen, wie es in ähnlichen Experimenten der damaligen Zeit verwendet wurde, wäre Stevens’ Lebenszeitdosis deutlich geringer gewesen. Die kurze Halbwertszeit von Pu-238 von 87,7 Jahren bedeutet, dass ein großer Teil des Plutoniums während der Zeit in seinem Körper zerfallen ist, insbesondere im Vergleich zur Halbwertszeit von Pu-239 von 24.100 Jahren.
Als der Pathologe des Krankenhauses die bei Stevens’ Operation entnommenen Proben analysierte, kam er zu einem verblüffenden Ergebnis: Stevens hatte keinen Krebs. Es stellte sich heraus, dass die Chirurgen ein gutartiges Magengeschwür mit chronischer Entzündung entfernt hatten, worauf das Krankenhauspersonal mit Unglauben reagierte. Es gab keinen Grund für eine Operation, obwohl das Ausmaß der Entzündung außergewöhnlich war. Es gab auch keine therapeutische Absicht für das Experiment, obwohl die Chirurgen annahmen, dass Stevens radioaktiven Phosphor für „spezielle Studien“ erhalten hatte.
Im Krankenhaus kamen sowohl ein Radiologe als auch ein chirurgischer Berater zu dem Schluss, dass Albert Stevens mutmaßlich an Krebs erkrankt war, und sie schlugen zur Bestätigung der Diagnose eine Magenspiegelung vor, die jedoch nicht durchgeführt worden ist. Bevor Stevens ins Krankenhaus kam, vermutete ein örtlicher Arzt ein bösartiges Geschwür, das sich auf die Leber ausgebreitet hatte, und riet ihm, Spezialisten im University of California Hospital zu konsultieren. Stevens’ Chirurgen fanden eine „riesige, eiternde, karzinomatöse Masse, die in seine Milz und Leber eingewachsen war. […] Die Hälfte des linken Leberlappens, die gesamte Milz, der größte Teil der neunten Rippe, Lymphknoten, ein Teil der Bauchspeicheldrüse und ein Teil des Omentums […] wurden entfernt“, um die Ausbreitung von Krebs zu verhindern, den Albert Stevens nicht hatte.

## Nach der Operation
Nach der Operation wurde damit begonnen, Albert Stevens’ Urin- und Stuhlproben auf Plutoniumaktivität zu untersuchen. Das Plutonium-238 erwies sich dabei als nützlich, weil es leicht nachzuweisen war. Doch als sich Stevens’ Zustand verbesserte und seine Arztrechnungen anstiegen, wurde er zur Erholung nach Hause geschickt. Der Bezirk Manhattan beschloss, die Kosten für seine Urin- und Stuhlproben zu übernehmen, um ihn in der Nähe von San Francisco zu halten, unter dem Vorwand, dass seine vermeintliche Krebsoperation und seine bemerkenswerte Genesung untersucht werden sollten.
Nach Angaben von Stevens’ Sohn Thomas bewahrte Stevens die Proben in einem Schuppen hinter seinem Haus auf; ein Assistenzarzt und eine Krankenschwester holten sie einmal pro Woche ab. Die Originaldaten der Stuhl- und Urinproben wurden 340 Tage lang nach der Injektion gesammelt. Kenneth Scott analysierte die Proben, sagte Stevens aber nie den wahren Grund für die Probenahme; er erinnerte sich auch daran, dass Stevens’ Schwester Krankenschwester und ziemlich misstrauisch war. Immer wenn Stevens anhaltende Gesundheitsprobleme hatte, kehrte er zum San Francisco Medical Center der University of California (UCSF) zurück und erhielt kostenlose Magen-Darm-Laboruntersuchungen durch Robert Stone, einem Radiologen, der in den 1940er Jahren umfangreiche Experimente am Menschen durchführte. Etwa 10 Jahre nach der Injektion stellte ein Radiologe eine ausgeprägte Degeneration im Lendenbereich seiner Wirbelsäule und mehrere degenerierende Bandscheiben fest. Plutonium reichert sich wie Radium und viele andere Schwermetalle in den Knochen an.
Keiner der Mitarbeitenden der UCSF oder derjenigen, die Stevens behandelten, erklärte ihm jemals, dass er keinen Krebs hatte, und sie teilten ihm auch nicht mit, dass er Teil eines Experiments war; seine Frau und seine Tochter nahmen an, dass sie ihn als „Versuchskaninchen“ benutzten („figured they were using him for a guinea pig“), aber dass die experimentelle Behandlung erfolgreich war. Thomas Stevens, Alberts Sohn, füllte medizinische Formulare immer mit der Angabe aus, dass es in seiner Familie eine Krebsvorgeschichte gab, weil sein Vater in dem Glauben gelassen worden war, dass die Behandlung gegen dessen Krebs funktioniert hatte.
Stevens erhielt in den 20 Jahren nach seiner Injektion etwa 6.400 rem (64 Sv), also etwa 300 rem (3 Sv) pro Jahr. Die jährliche Ganzkörperdosis, die derzeit für Strahlenarbeitende in den Vereinigten Staaten zulässig ist, beträgt 5 rem; Stevens’ Gesamtdosis betrug etwa das 60-fache dieser Menge.
Er starb am 9. Januar 1966 im Alter von 79 Jahren an Herz- und Lungenversagen (Herzerkrankung). Seine kremierten Überreste wurden 1975 an das Zentrum für Strahlenbiologie des Menschen im Argonne National Laboratory überführt, aber nie in die Kapelle zurückgebracht, in der sie von 1966 bis 1975 aufbewahrt wurden. Ein Teil der Asche wurde in das National Human Radiobiology Tissue Repository an der Washington State University überführt, in dem die sterblichen Überreste von Menschen aufbewahrt werden, die mit Radioisotopen in ihrem Körper gestorben sind.
In einer 1975 durchgeführten Studie über die achtzehn Personen, die im Rahmen der Experimente des Manhattan-Projekts Plutoniuminjektionen erhielten, wurde gezeigt, dass CAL-1 (Albert Stevens) die bei weitem höchste Dosis für seine Knochen und seine Leber erhielt, die mit 580 bzw. 1460 Rad berechnet wurde. Die Dosis von 580 rad wurde auf der Grundlage der durchschnittlichen Skelettdosis („average skeletal dose“) berechnet, die von den beiden Radionukliden Pu-238 (575 rad) und Pu-239 (7,7 rad) ausging, die dann in die Oberflächendosis des Knochens („bone surface dose“) umgerechnet wurde, die 7.420 rad betrug. Die von Stevens absorbierte Dosis basierte fast ausschließlich auf dem Pu-238 in seinem System. Eine Erkenntnis der Studie von 1975 war, dass Stevens und fünf weitere Personen, denen Plutonium injiziert wurde, Dosen erhalten hatten, die hoch genug waren, um als krebserzeugend zu gelten. Zum Zeitpunkt der Studie waren jedoch noch keine Knochentumore aufgetreten, und vier der Probanden waren noch am Leben.

## Investigativer Journalismus
Die mit dem Pulitzer-Preis ausgezeichnete Autorin Eileen Welsome schrieb ausführlich über Stevens und andere unwissende Probanden ähnlicher Experimente in ihrem 1999 erschienenen Buch The Plutonium Files: America’s Secret Medical Experiments in the Cold War. Sie hatte Geschichten aufgedeckt und 1993 eine Reihe von Artikeln veröffentlicht, in denen sie die Identifizierung von CAL-1, CAL-2 (der vierjährige Simeon Shaw), CAL-3 (Elmer Allen) und anderen detailliert darstellte. Ihre Arbeit führte zu einer intensiven Untersuchung der Kriegsexperimente, die Albert Stevens posthum für seinen Beitrag zur Wissenschaft ohne informierte Zustimmung berühmt machten. Kurz nach der Veröffentlichung des Artikels im November 1993 erklärte die Energieministerin Hazel O’Leary öffentlich, dass die Regierung die Opfer entschädigen sollte. Als Reaktion auf die von Welsome aufgedeckten Probleme ordnete Präsident Bill Clinton am 15. Januar 1994 die Einsetzung des Advisory Committee on Human Radiation Experiments (beratender Ausschuss für Strahlenexperimente am Menschen) an, der die Angelegenheit untersuchen sollte. Eileen Welsome äußerte sich äußerst kritisch über den 1995 veröffentlichten Abschlussbericht des Ausschusses.